# Orchestrion

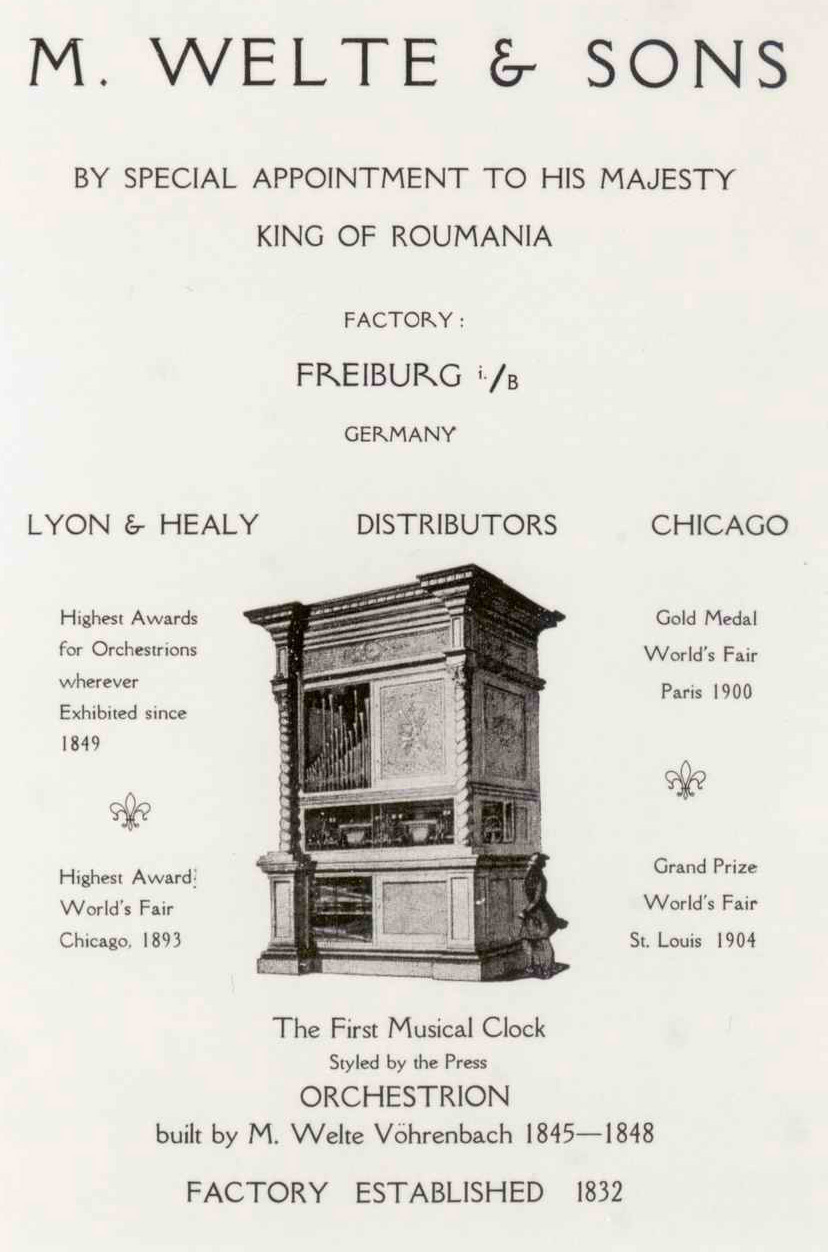
„The First Musical Clock“, aus einem Prospekt von Lyon & Healy, Chicago, ca. 1900

Das Orchestrion gehört zu den mechanischen Musikautomaten. Es hatte den Zweck, möglichst ein ganzes Orchester zu imitieren. Das Konzert-Orchestrion war für das Spiel in den Salons der Hautevolee und den Hallen großer Hotels konzipiert und spielte Musik wie Beethoven-Symphonien, Opern-Ouvertüren, aber auch Märsche und Tanzmusik.
Einige Vorläufer dieser Instrumente wurden auch schon „Orchestrion“ genannt, obwohl sie noch keine Musikautomaten waren, so eine transportable Orgel von Georg Joseph Vogler. Andererseits wurden frühe Versionen des Orchestrions noch nicht so bezeichnet – beispielsweise nannte Johann Nepomuk Mälzel seinen 1805 erfundenen Musikautomaten „Panharmonikon“.
Die ersten Orchestrien ähnelten Orgeln und ahmten Blasmusik nach. In der ersten Hälfte des 19. Jahrhunderts nahmen zahlreiche Firmen an der Weiterentwicklung dieser Instrumente teil. 1883 erfand Emil Welte die Steuerung durch Notenrollen (gelochte Papierstreifen), eine entscheidende Neuerung. Die Integration einer automatisch gespielten Violine gelang jedoch erst 1905 in Chicago, wenig später auch in Leipzig. Die letzten Orchestrien wurden um 1930 gebaut.

## Entwicklungsgeschichte

### Vorläufer
1502 wurde die älteste bekannte mechanische stationäre Drehorgel oder Walzenorgel mit 200 Pfeifen der Salzburger Stier von Erzbischof Leonhard von Keutschach errichtet, die auch heute noch auf der Festung Hohensalzburg jeden Tag zu hören ist. Von 1502 an spielte dieses Hornwerk eine Melodie, die in mehreren Etappen geändert und erweitert wurde. 1668 wurde auf drei Musikstücke umgestellt und 1893 auf zwölf Melodien, eine für jeden Monat.
Im 18. Jahrhundert waren Drehorgeln und Flötenuhren bereits in vielen Ländern Europas verbreitet. Ende des 18. Jahrhunderts wurden auch Spieluhren in größerem Umfang produziert. Aus der Drehorgel entstanden – etwa gleichzeitig mit dem Orchestrion – die transportablen Straßen- oder Jahrmarktsorgeln, die den Orchestrien recht ähnlich waren. Der wesentliche Unterschied bestand darin, dass die Jahrmarktsorgeln zwischen den verschiedenen Jahrmärkten oder Volksfesten hin und her transportiert wurden, während es sich bei einem ausgereiften Orchestrion um ein ortsfestes Instrument handelte.
Georg Joseph Vogler ließ 1796 vom Orgelbaumeister Knecht aus Tübingen eine transportable Orgel bauen, die als „Orchestrion“ in Stockholm, später 1801 in Prag und anderen Städten Europas vorgeführt wurde.

### Vom ersten Musikautomaten zum Konzertorchestrion
1805 vollendete Johann Nepomuk Mälzel (1772–1838) das Panharmonikon, in das er auch durchschlagende Zungen einbaute. Für dieses Gerät komponierte Ludwig van Beethoven 1813 den zweiten Teil von Wellingtons Sieg oder die Schlacht bei Vitoria (op. 91). Vogler und Mälzel waren in den Jahren 1801 bis 1805 gemeinsam in Wien, 1806 und 1807 traten beide mit ihren neuen Errungenschaften in Paris auf. Vogler erklärte und zeigte überall die Neuerungen.
Nach dem Tod von Wolfgang von Kempelen 1804 kam Mälzel in den Besitz von dessen Schachtürken. Mit diesem und seinen Musikautomaten ging er auf Tournee. Im Jahre 1825 reiste er damit in die USA und sorgte für Furore. Möglicherweise war er auch schon 1811 in den USA – ein Panharmonikon wurde 1811 und 1812 in New York, Boston und anderen Städten vorgeführt.
Friedrich Kaufmann in Dresden hat 1812 das Panharmonikon nachgebaut. Kaufmann schreibt selber, dass er zur selben Zeit wie Mälzel und Vogler um 1806 in Paris war, außerdem hatte dieser gute persönliche Kontakte zu Vogler. Ein mechanischer Trompeter aus seiner Hand befindet sich im Deutschen Museum in München.
Weitere Schritte:
- 1817 baute die englische Orgelbaufirma Flight & Robson in London einen ähnlichen Automaten wie das Panharmonikon und nannte es Apollonicon.
- 1823 kopierte William M. Goodrich mit anderen Mälzels Panharmonikon in Boston, USA.
- 1829 zeigte der Mechaniker Bauer in Wien sein Panharmonikon.[8]

Zentren der Produktion für die Konzert-Orchestrien waren in Deutschland Freiburg im Breisgau, Vöhrenbach im Schwarzwald und Leipzig, für Jahrmarkts-, Straßen- und Drehorgeln Waldkirch im Breisgau.
Orchestrien wurden auch seit ca. 1820 von dem Spieluhrenbauer Carl Blessing in Unterkirnach im Schwarzwald gebaut. Von der Familie Blessing gingen in der Folge die Impulse für den Schwarzwälder Orchestrion-Bau aus: Die Blessing-Orchestrien wurden in den nachfolgenden Jahrzehnten bis nach Russland vertrieben.
Von 1845 bis 1848 baute der Vöhrenbacher Spieluhrenbauer Michael Welte, ein Schüler Blessings, ein Musikwerk für einen Käufer in Odessa, das sämtliche Orchesterstimmen imitieren sollte.
Eine Londoner Zeitung beschrieb 1851 ein automatisches Musikinstrument mit der Bezeichnung Orchestrion, das Friedrich Theodor Kaufmann, ein Sohn von Friedrich Kaufmann, in Dresden entwickelt hatte. Es konnte eine komplette Blaskapelle und zusätzlich Schlagzeug imitieren – mit Pauke, Trommeln, Becken, Tamburin und Triangel.

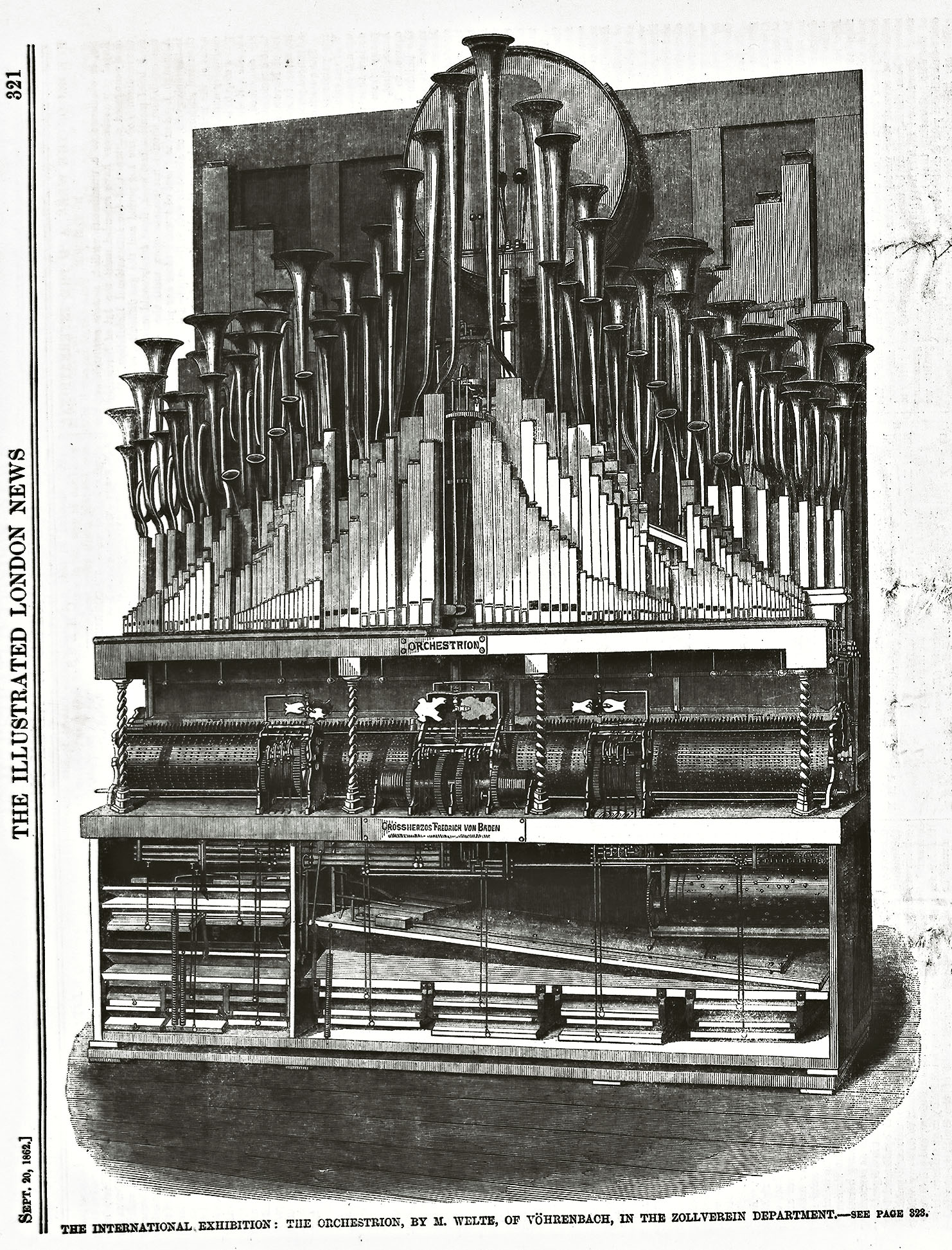
Welte-Orchestrion 1862 in London

Berühmt wurde das 1862 von Michael Welte auf der Weltausstellung in London ausgestellte Instrument, dem von der Presse die Bezeichnung Orchestrion gegeben wurde. Die Abbildung dieses Instruments diente in zahlreichen Nachschlagewerken als Beispiel für die gesamte Instrumentengattung.

### Die Erfindung der Notenrolle
1883 ließ Emil Welte ein Verfahren patentieren, nach dem die Welte-Orchestrien durch gelochte Papierstreifen gesteuert wurden. Diese sogenannten Notenrollen lösten innerhalb weniger Jahre die Stiftwalze ab. Zwei weitere Patente von 1889 (DRP 48.741 und 58.252) verbesserten das Verfahren entscheidend. Von da an stellte Welte die gesamte Produktion auf die Notenrolle um, die Patente wurden in Deutschland für M. Welte & Söhne eingetragen.

### Die Integration der Geige

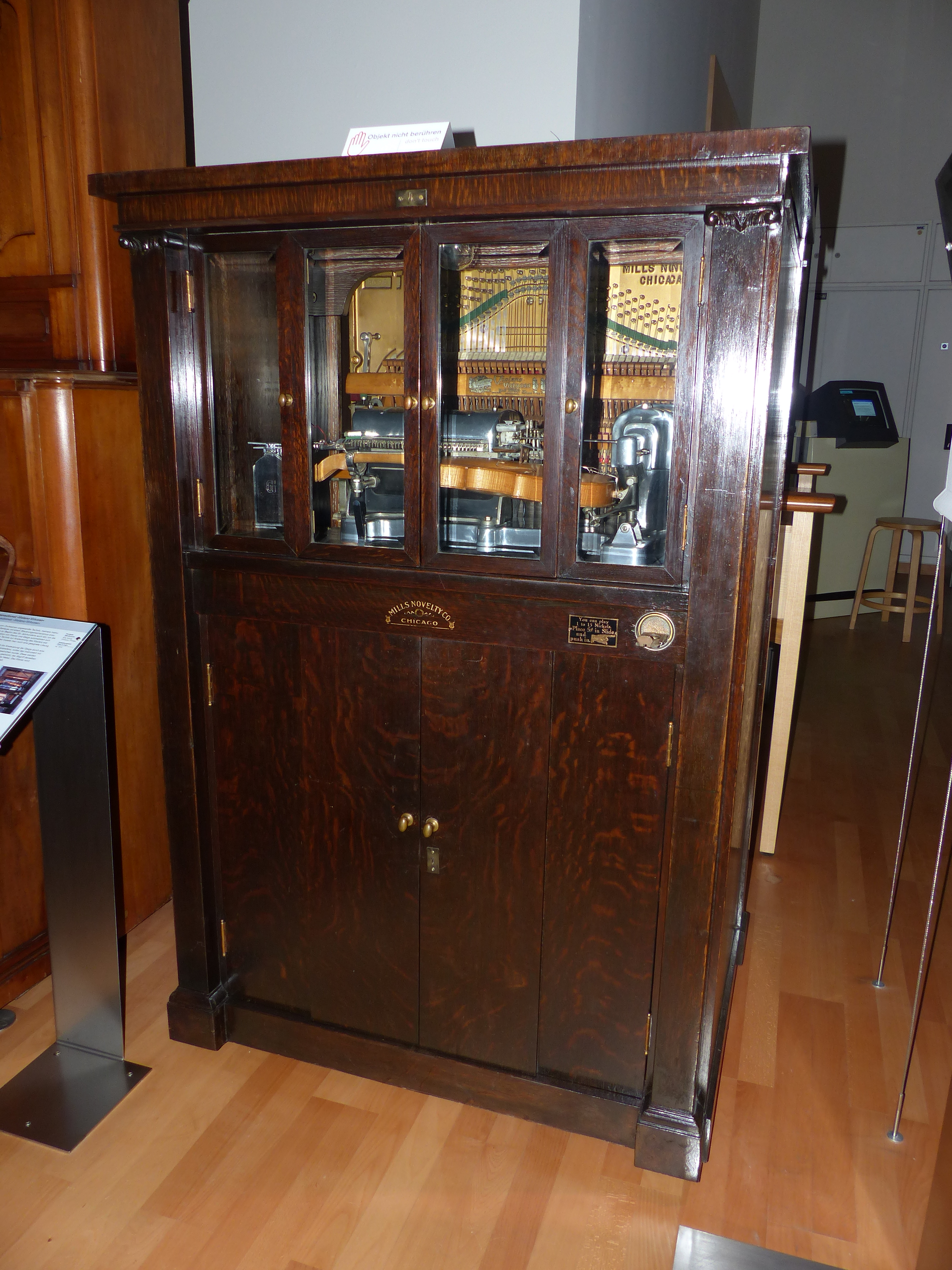
Geigenautomat Violano-Virtuoso, Technisches Museum Wien.

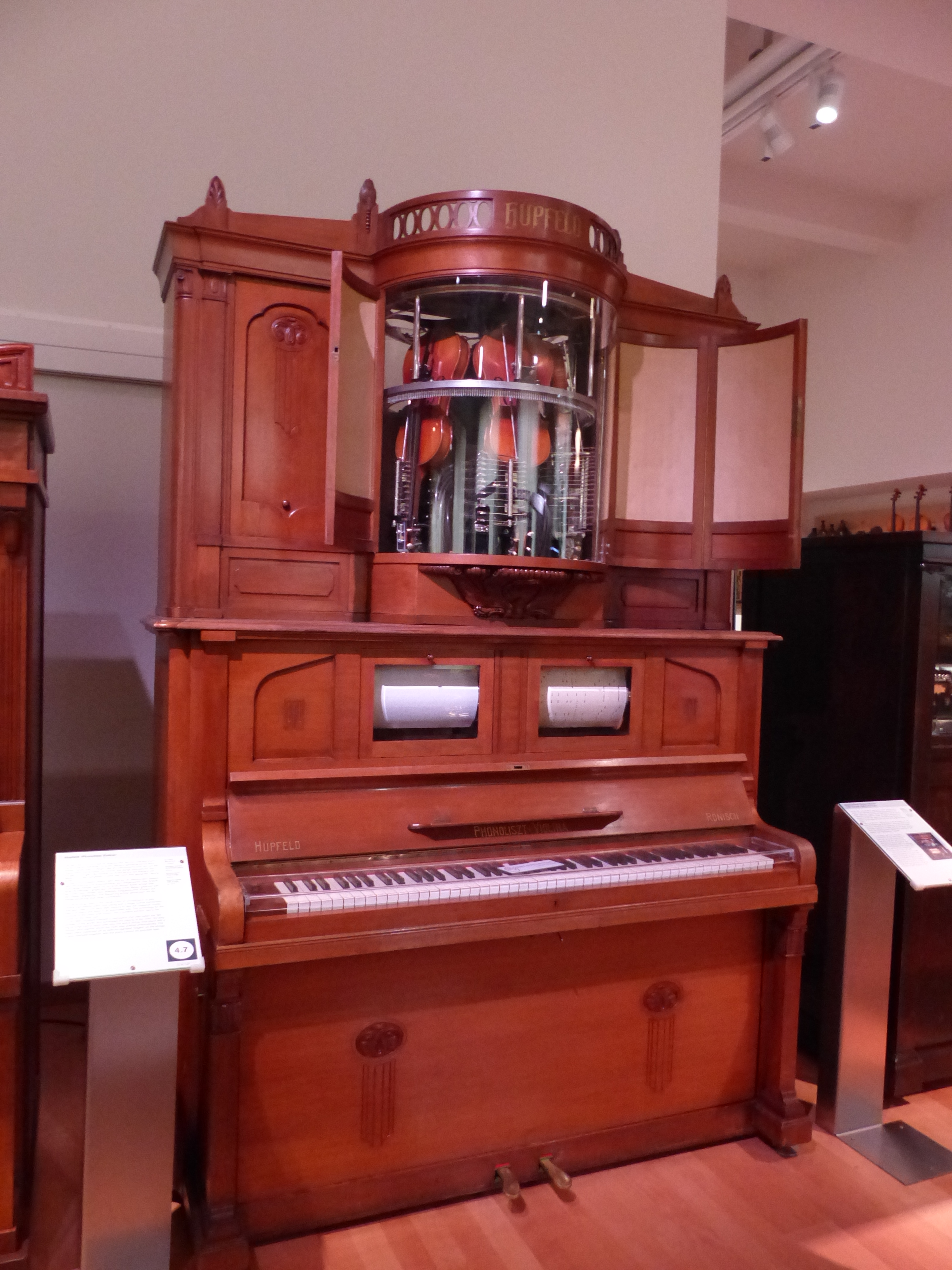
Hupfeld Phonoliszt Violina, Technisches Museum Wien.

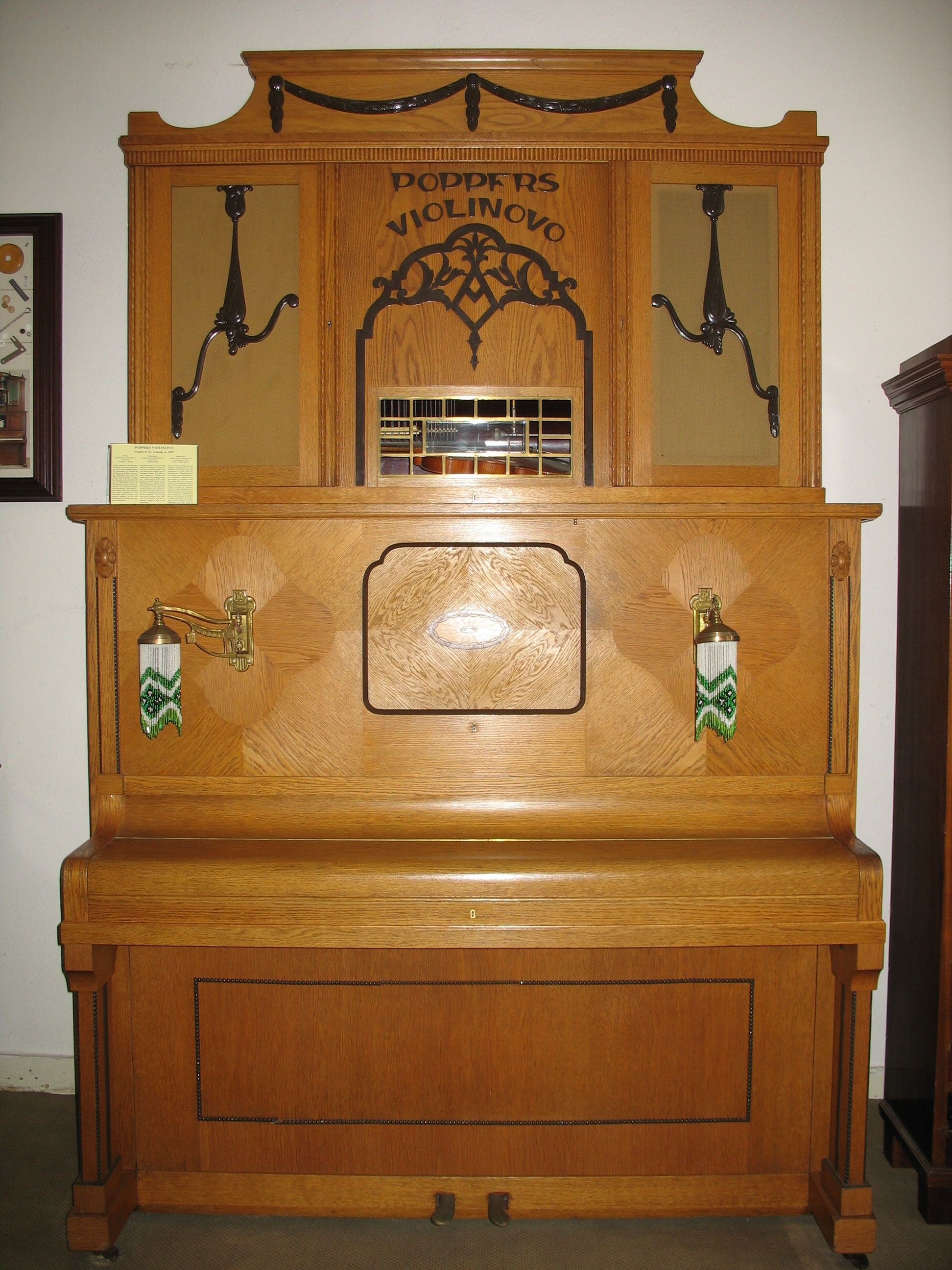
Popper’s Violinovo, Siegfrieds Mechanisches Musikkabinett

1905 oder 1906 stellte die Mills Novelty Company in Chicago, USA, das erste Orchestrion mit einer integrierten Geige vor. Dieses Instrument, die Automatic Virtuosa, hatte im Oberteil eine liegend eingebaute Geige, die Saiten wurden durch vier sich drehende Zelluloid-Scheiben gestrichen. Ab 1909 gab es ein verbessertes Modell, die Violano-Virtuoso. Sie wurde in verschiedenen Varianten bis etwa 1930 hergestellt.
Außer der Mills Novelty Company gelang der Ludwig Hupfeld AG in Leipzig, ein Orchestrion mit Geige zu bauen. Auf der dortigen Herbstmesse 1908 stellte sie den Prototyp eines Geige spielenden Orchestrions vor, die Hupfeld Phonoliszt Violina. Das älteste bekannte Modell von 1909, das heute in Musikkabinett Rüdesheim steht, hat drei aufrecht stehende Geigen, die in einem Rundbogen angeordnet sind. Ein „Geigenbogen“, der aus ca. 1400 geflochten Rosshaaren besteht, rotiert um die drei Geigen und streicht dabei die Saiten. Der Versuch, Geigenorchestrien mit 2 × 2 Geigen, also mit allen vier Saiten zu konstruieren oder sogar mit 2 × 3 Geigen, war vermutlich zu kompliziert und wurde nach kurzer Zeit wieder aufgegeben. In der Serienfertigung wurden nur drei Geigen eingebaut. Die Phonoliszt Violina wurde von 1909 bis 1930 gebaut.
Eine echte Handspielgeige hat normalerweise vier Saiten. Hupfeld begnügte sich mit drei echten Geigen, auf denen jeweils nur eine Saite spielt (E, A und D). Die Geigen konnten pizzicato, staccato und flageolett spielen, sie konnten mehr als ein Mensch greifen und mit Gegenmelodie ein-, zwei- oder gar dreistimmig spielen. Spätere Modelle erhielten den Namen Phonoliszt Violina, sie waren mit etwas größeren Geigen ausgestattet. Letzte Modelle hatten sogar eine automatische Stimmhaltung. Die Gehäuse erhielten die Bezeichnungen A, B und C. Das Modell B war das populärste, von C ist nur ein Exemplar bekannt. Für Kinos und Theater gab es eine Sonderausführung, bei der die drei Geigen in einem separaten Schrank neben dem Klavier standen. Eine Theatergeige ist zumindest auch einmal in der Schweiz bekannt. Bei fast allen Modellen wurde ein gutes Rönisch-Klavier verwendet, unter anderem mit der Bezeichnung Hupfeld Phonoliszt, d. h. ein Klavier, das mit diversen pneumatischen Raffinessen bezüglich der unterschiedlichen Betonung ausgestattet war. Die Krönung war das sogenannte Reproduktionsklavier DEA, das dem Klavier menschliche Züge verlieh nebst einer fantastischen Geigenbegleitung – oder auch umgekehrt. Leider ist solch ein Exemplar bis heute unbekannt.
Ein weiterer Hersteller war die Firma Popper in Leipzig. Popper’s Violinovo enthielt eine echte, liegende Geige, die auf nur zwei Saiten spielen konnte – A und E, mit Vibrato. Der Antrieb des Bogens bestand aus einer kleinen Kardanwelle, an deren Ende ca. 10 kleinere und 10 größere Zelluloidhütchen abwechselnd ineinandergesteckt waren, um das Kolophonium besser aufzunehmen. Mittels Pneumatik konnte die Kardanwelle nebst Hütchen von der einen auf die andere Saite verschoben werden und auch der Saitenandruck konnte variiert werden. Zusätzlich zur Klavier- und Geigenmusik konnten wahlweise noch ein Mandolineneffekt, Triangel, Wirbeltrommel, Kesselpauke, chinesisches Becken zugeschaltet werden. Derzeit ist nur ein Exemplar bekannt. Es wurde vom Orchestrion-Restaurator Werner Baus 1972 in Witzenhausen bei Kassel entdeckt und steht ebenfalls im Musikkabinett Rüdesheim.
Die Firma Dienst in Leipzig, 1871 als „Erste Leipziger Accordeon-Fabrik“ gegründet, vertrieb auch Orchestrien und stellte ab 1901 selbst Klavier-Orchestrien her. Schon kurz vor der Jahrhundertwende versuchte sie auch eine selbstspielende Geige auf den Markt zu bringen. Anhand eines Kataloges sieht man ein Walzenorchestrion mit einer stehenden Geige und einem echten Rosshaarbogen, der den Strich über die Geige führt. Die genauen Funktionen gehen aus dem Katalog nicht hervor. Aus dem Jahr 1911 sind jedoch zwei Gebrauchsmuster für eine selbstspielende Geige bekannt.

### Das Ende des Orchestrion-Baus
Durch die Einführung neuer Technologien wie des Rundfunks und des elektrischen Schallplattenspielers um 1926 brach der Verkauf von Orchestrien weltweit ein. Durch die nun billigere und einfachere „elektrische Aufnahme“ von Ton durch das Kohlemikrofon und die Wiedergabe durch Verstärker über Großserien-Lautsprecher waren die aufwendigen Orchestrien und auch die Grammophone nicht mehr konkurrenzfähig. Innerhalb kurzer Zeit wurde ihre Herstellung weltweit eingestellt.

## Technische Details
Anfangs wurden Orchestrien mit Gewichtsantrieb oder Kurbel, gelegentlich auch mit Dampfmaschine, Gasmotor oder Wassermotor angetrieben. Später wurden sie meist mit einem Elektromotor ausgestattet. Die Musik wurde anfangs mit einer Stiftwalze aus Holz, später mit Notenrollen, gelegentlich auch durch gelochte Scheiben oder Kartonstreifen auf das Instrument übertragen.